# Carlos Eduardo Bendini Giusti
Carlos Eduardo Bendini Giusti (sinh ngày 27 tháng 4 năm 1993) là một cầu thủ bóng đá người Brasil.

## Sự nghiệp câu lạc bộ
Carlos Eduardo Bendini Giusti đã từng chơi cho Gainare Tottori, Tochigi SC, Kashiwa Reysol và Kawasaki Frontale.